# 53e km
53e km (en russe : 53-й км, 53-y km, en version longue en russe : железнодорожный разъезд 53 км, jeleznorodojny raziezd 53 km / voie d'évitement ferroviaire du 53e km), est une voie d'évitement ferroviaire (classée comme localité) du kraï du Primorié en Extrême-Orient russe. Il se trouve dans le raïon de Chkotovo, dans le sud-est du Primorié, et sa population s'élevait à 30 habitants au recensement de 2010.

## Géographie
La localité est située dans le kraï du Primorié, un sujet de l'Extrême-Orient de la Russie, en Mandchourie-Extérieure, autrefois chinoise (avant 1860), et se trouve dans le district fédéral Extrême-Oriental. Elle est l'une des 21 localités du raïon de Chkotovo, un raïon du sud-est du kraï. Son centre administratif est la commune urbaine de Smolianinovo. La région est à l'extrémité méridionale des montagnes du Sikhote-Aline.
53e km, comme tout le kraï du Primorié, est située dans le fuseau horaire MSK+7 (heure de Vladivostok). Le décalage horaire appliqué par rapport au temps universel coordonné est +10:00.
De 2004 à 2022, 53e km faisait partie de l'établissement rural de Novonéjine,.

## Histoire
La localité a été fondée en 1928.

## Démographie
Recensements (*) et estimations de la population,:
| 2002* | 2010* | - | - |
| ----- | ----- | - | - |
| 38    | 30    | - | - |

En 2002, sur les 38 habitants, il y avait 95 % de Russes.